# Entognatha
Classe
Les entognathes (ou Entognatha) forment une petite classe d'hexapodes, vraisemblablement paraphylétique, contenant seulement trois ordres caractérisés par des pièces buccales internalisées, encloses dans une poche située sous la tête. C'est ce qui les différencie de l'autre classe, celle des insectes, chez qui elles sont externes.
Ils sont toujours aptères, et ont de ce fait été autrefois classés comme une sous-classe d'insectes aptérygotes. Certains n'ont ni yeux ni antennes.

## Taxonomie
Cette classe n'est plus utilisée par les cladistes à cause de sa paraphylie, mais continue d'être utilisée par les systématiciens évolutionnistes pour qui cette paraphylie est le signe d'un grade évolutif qu'il est nécessaire de prendre en compte dans la classification du vivant.
- Collembola Lubbock, 1870
- Diplura Börner, 1904
- Protura Silvestri, 1907